# Cetonia pakistanica
Cetonia pakistanica är en skalbaggsart som beskrevs av Krajcik och Jakl 2004. Cetonia pakistanica ingår i släktet Cetonia och familjen Cetoniidae. Inga underarter finns listade i Catalogue of Life.